# Sokola
Sokola je naseljeno mjesto u općini Foči, Republika Srpska, BiH. 
Godine 1962. pripojena je naselju Miljevini (Sl. list NRBiH 47/62).
Sokola pripadaju fočanskim selima koja od 2000. pa do danas nemaju električne struje.

## Stanovništvo
| Narod     | Popis 1961. |
| --------- | ----------- |
| Hrvati    |             |
| Muslimani |             |
| Srbi      | 47          |
| ostali    |             |
| Ukupno    | 47          |